# Oxyothespis flavipennis
Oxyothespis flavipennis es una especie de mantis de la familia Mantidae.

## Distribución geográfica
Se encuentra en Senegal.